# Culicoides mcmillani
Culicoides mcmillani är en tvåvingeart som beskrevs av Lee och Reye 1953. Culicoides mcmillani ingår i släktet Culicoides och familjen svidknott. Inga underarter finns listade i Catalogue of Life.